# Advances in Biophysics
Advances in Biophysics was een internationaal, aan collegiale toetsing onderworpen wetenschappelijk tijdschrift op het gebied van de biofysica. De naam wordt in literatuurverwijzingen meestal afgekort tot Adv. Biophys. Het werd uitgegeven door Elsevier. Het eerste nummer verscheen in 1970. Het tijdschrift werd na 2004 stopgezet.